# Nataliya Lavrinenko
Nataliya Petrovna Lavrinenko (biélorusse : Наталья Петровна Лавриненко), née le 30 mars 1977 à Krytchaw (RSS de Biélorussie), est une ancienne rameuse biélorusse. Elle est médaillée de bronze aux Jeux de 1996.

## Palmarès

### Jeux olympiques
- Jeux olympiques d'été de 1996 à Atlanta ( États-Unis) :
  -  médaille de bronze en huit